# Кубок Німеччини з футболу 1965
Кубок Німеччини з футболу 1965 — 22-й розіграш кубкового футбольного турніру в Німеччині, 13 кубковий турнір на території Федеративної Республіки Німеччина після закінчення Другої світової війни. У кубку взяли участь 32 команди. Переможцем кубка Німеччини вперше стала дортмундська Боруссія.

## Перший раунд
| Команда 1                     | Рахунок | Команда 2                            |
| ----------------------------- | ------- | ------------------------------------ |
| 16 січня 1965                 |         |                                      |
| Альтона-93 (Гамбург) (2)      | 0:5     | Ганновер 96                          |
| Франкенталь (2)               | 0:5     | Штутгарт                             |
| Швабен-1847 (Аугсбург) (2)    | 5:7 дч  | Шальке 04                            |
| Нюрнберг                      | 2:0     | Кельн                                |
| Рот-Вайс (Обергаузен) (2)     | 5:0     | ССВ Ульм-1928 (2)                    |
| Кайзерслаутерн                | 3:0     | Карлсруе ФФ (2)                      |
| Вестфалія-Фортуна (Херне) (2) | 3:4 дч  | Теніс Боруссія (Західний Берлін) (2) |
| Пройсен Мюнстер (2)           | 0:1     | Боруссія (Дортмунд)                  |
| Оснабрюк (2)                  | 1:3     | Алеманія (Аахен) (2)                 |
| Майнц 05 (2)                  | 1:0     | Вердер                               |
| Гессен (Кассель) (2)          | 0:2     | Гамбург                              |
| Нортгайм (2)                  | 0:1     | Майдерищер (Дуйсбург)                |
| Айнтрахт (Франкфурт-на-Майні) | 2:1     | Боруссія (Нойнкірхен)                |
| Вольфсбург (2)                | 3:4     | Мюнхен 1860                          |
| Герта (Західний Берлін)       | 1:5     | Айнтрахт (Брауншвейг)                |
| 17 січня 1965                 |         |                                      |
| Кікерс (Оффенбах) (2)         | 0:4     | Ворматія (Вормс) (2)                 |

## Другий раунд
| Команда 1                            | Рахунок | Команда 2             |
| ------------------------------------ | ------- | --------------------- |
| 6 лютого 1965                        |         |                       |
| Айнтрахт (Франкфурт-на-Майні)        | 1:2     | Шальке 04             |
| Майнц 05 (2)                         | 2:2 дч  | Мюнхен 1860           |
| Ворматія (Вормс) (2)                 | 0:2     | Штутгарт              |
| Нюрнберг                             | 3:1     | Гамбург               |
| Майдерищер (Дуйсбург)                | 0:1     | Айнтрахт (Брауншвейг) |
| Кайзерслаутерн                       | 1:3     | Ганновер 96           |
| Теніс Боруссія (Західний Берлін) (2) | 1:2     | Боруссія (Дортмунд)   |
| 7 лютого 1965                        |         |                       |
| Рот-Вайс (Обергаузен) (2)            | 0:1     | Алеманія (Аахен) (2)  |
| 17 лютого 1965 (перегравання)        |         |                       |
| Мюнхен 1860                          | 1:2     | Майнц 05 (2)          |

## Чвертьфінали
| Команда 1             | Рахунок | Команда 2           |
| --------------------- | ------- | ------------------- |
| 27 лютого 1965        |         |                     |
| Айнтрахт (Брауншвейг) | 0:2     | Боруссія (Дортмунд) |
| Шальке 04             | 4:2     | Штутгарт            |
| Алеманія (Аахен) (2)  | 2:1     | Ганновер 96         |
| Майнц 05 (2)          | 0:3     | Нюрнберг            |

## Півфінали
| Команда 1            | Рахунок | Команда 2 |
| -------------------- | ------- | --------- |
| 17 квітня 1965       |         |           |
| Боруссія (Дортмунд)  | 4:2     | Нюрнберг  |
| Алеманія (Аахен) (2) | 4:3 дч  | Шальке 04 |

## Фінал
| 22 травня 1965 16:00 (CET) |

| Боруссія (Дортмунд)   | 2:0      | Алеманія (Аахен) (2) |
| --------------------- | -------- | -------------------- |
| Шмідт 10' Еммеріх 18' | Протокол |                      |

| Нідерсахсенштадіон, Ганновер Глядачів: 55 000 Арбітр: Рудіберт Якобі |